# Morfologisch overzicht
Het doel van een morfologisch overzicht is in de ontwerpmethodologie het onderzoeken van alle mogelijke oplossingen van een complex probleem. Het is een ontwerpmethode die werd ontwikkeld door Fritz Zwicky (1966, 1969), de Zwitserse sterrenkundige. Zwicky paste zijn Morphological Analysis (MA) toe op sterrenkundig onderzoek en de ontwikkeling van straalmotoren en raketten. Een complex probleem heeft verschillende karakteristieken:
- Multidimensionaal: het heeft meerdere invalshoeken. Het probleem heeft bijvoorbeeld  financiële, politieke en sociale aspecten. Deze verschillende aspecten moeten, in de oplossing, als één geheel worden behandeld.
- Vaag: de verschillende aspecten van het probleem zijn niet kwantificeerbaar. Bovendien zijn ze voortdurend aan veranderingen onderhevig. De vaagheid van de verschillende aspecten maakt het gebruik van gangbare ‘oorzaak gevolg’-methoden ongeschikt.
- Subjectief: er is niet één goede oplossing voor het probleem. Er zijn alleen betere of slechtere oplossingen.

## Proces
Net als in andere ideevindtechnieken is de kwaliteit van de input ook maatgevend voor de kwaliteit van de output. Met kwalitatief betere basisinformatie (input) is de kans groter dat het resultaat (output) kwalitatief beter is. Als een morfologisch overzicht uit veel variabelen bestaat dan is, omwille van de complexiteit, computerondersteuning wenselijk.
Voor het maken van een morfologisch overzicht zijn de volgende processtappen noodzakelijk:
1. Probleembeschrijving: bij het beschrijven van het probleem wordt beschreven wat het is, wat het niet is en wat het moet zijn.
2. Analyse van de oplosparameters: het probleem wordt onderverdeeld in gezichtspunten en/of karakteristieken (dimensies).
3. Maken van het morfologische overzicht: door het maken van het overzicht worden de gedachten geordend en in een matrix gevisualiseerd. Voor elke dimensie worden alle mogelijke condities opgesomd. Soms worden hierbij creativiteitstechnieken toegepast.
4. Evaluatie: het evalueren van een mogelijke oplossing, door deze te beoordelen op consistentie. Als een mogelijke oplossing niet consistent is dan wordt een (x) in het betreffende veld vermeld. Vervolgens wordt de bestaande situatie, indien van toepassing, in het overzicht met een verbindingslijn aangegeven. Als laatste proces wordt de mogelijke oplossing met een verbindingslijn weergegeven. Vervolgens worden de gevonden oplossingen in een grafiek met elkaar vergeleken. In een zogenaamd S-Diagram[1] wordt de maakbaarheid versus de functionaliteit uitgezet. In het voorbeeld scoort de driehoek voor de maakbaarheid 100% en voor het vervullen van de functie slechts 35%.
5. Implementatie van de oplossing: implementeer de in het morfologisch overzicht aangegeven gewenste oplossing.

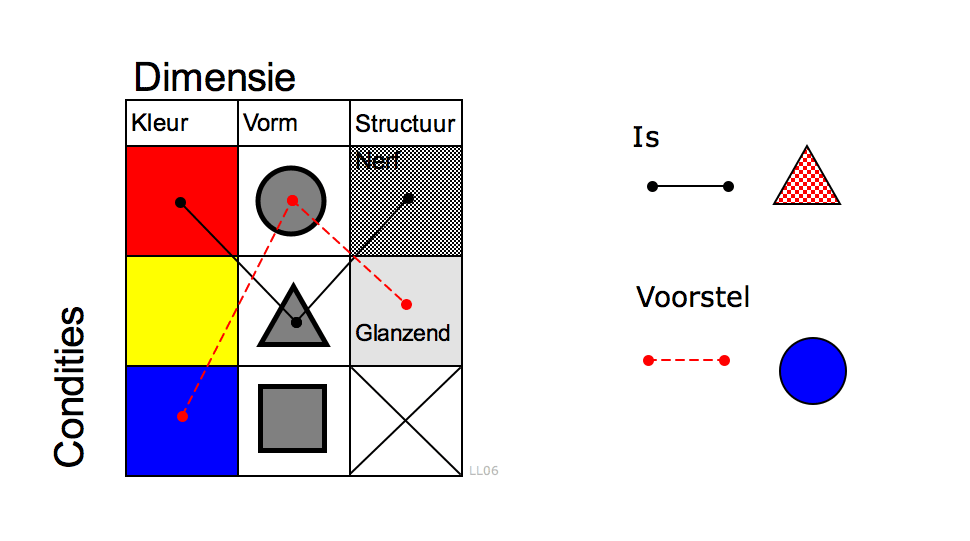
Morfologisch overzicht

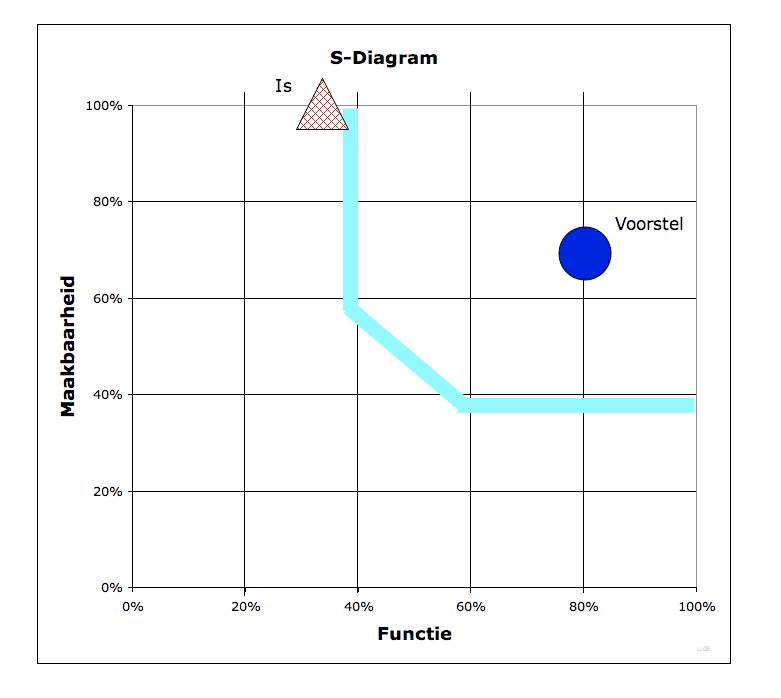
S-Diagram

## Begripsomschrijving
Het volgende voorbeeld ter verduidelijking:
Gegeven de volgende dimensies:
- Kleur
  - Rood
  - Geel
  - Blauw
- Vorm
  - Cirkel
  - Driehoek
  - Vierkant
- Structuur
  - Nerf
  - Glanzend

Met deze gegevens zijn er 3 x 3 x 2 = 18 mogelijkheden. Deze mogelijkheden zijn in een Zwicky-kubus weergegeven. De kubus bestaat uit 18 cellen. Elke cel geeft een keuzemogelijkheid weer.
In een morfologisch overzicht zijn horizontaal de dimensies weergegeven. Verticaal staan de condities vermeld. Met een kruis in de cel is aangegeven wat niet mogelijk is.
In het overzicht is met lijnen aangegeven wat de huidige keuze en wat de voorgestelde keuze is.

## Begrippen
- Morfologisch overzicht: is een n-dimensionale matrix die morfologische cellen bevat. In de kolom worden de dimensies en in de rij de condities opgesomd. In de cel wordt de waarde van de conditie vermeld.
- Dimensie: gezichtspunten of karakteristieken.
- Conditie: een toestandsvorm van een dimensie.
- Waarde: een relevante conditie van een dimensie.

## Voordeel
Het voordeel van het gebruik van een morfologisch overzicht is het gestructureerd inventariseren van alle mogelijke concepten.

## Externe bronnen
- Swedish Morphological Society
- General Morphological Analysis: A General Method for Non-Quantified Modelling